# Intertropická zóna konvergence

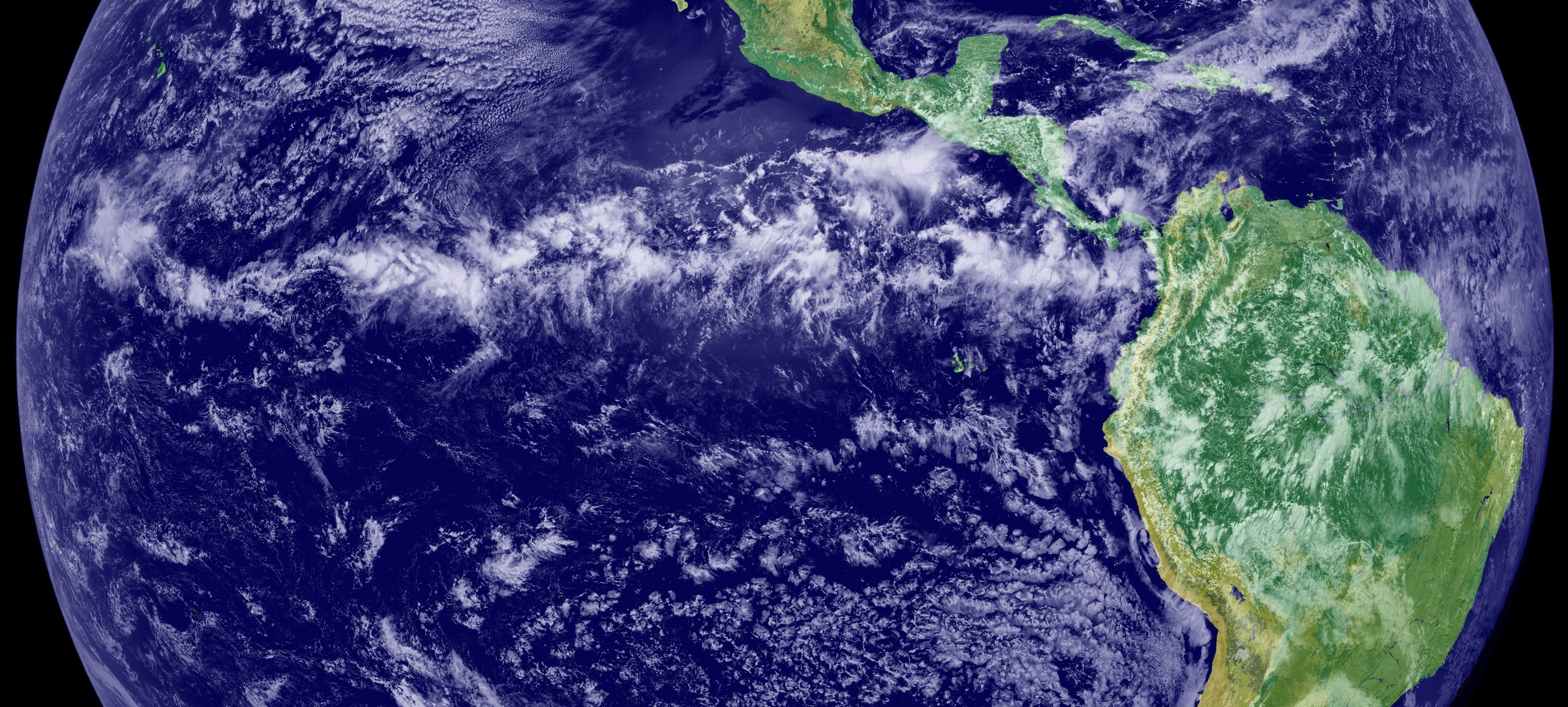
Bouřky intertropické zóny konvergence tvoří linii přes východní část Tichého Oceánu

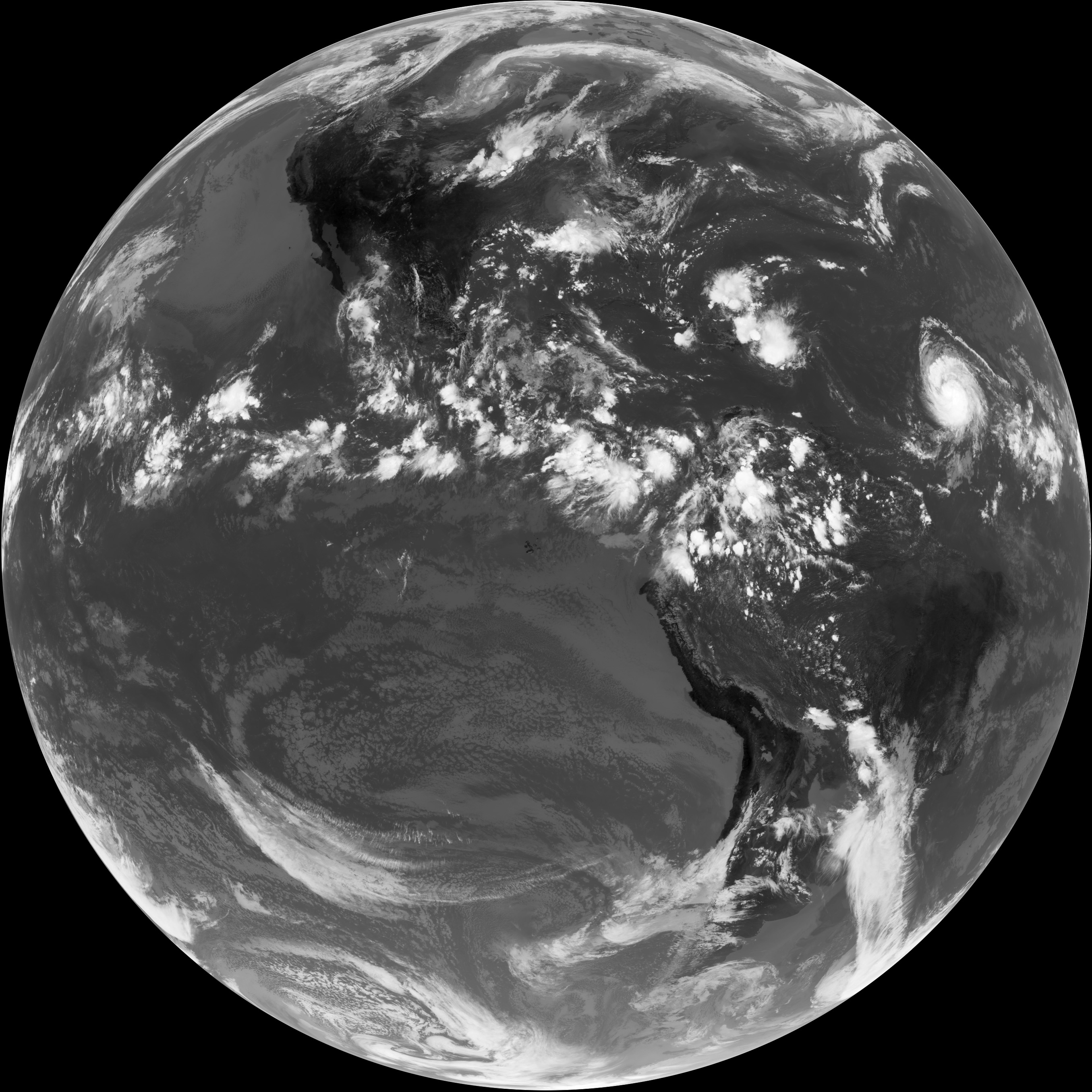
Infračervený snímek ze satelitu GOES 14 ukazující intertropickou zónu konvergence.

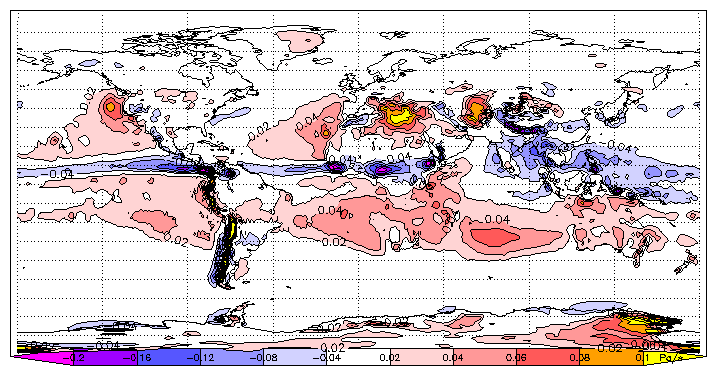
Průměrná červencová vertikální rychlost vzduchu při 500 hPa. Vzestup (záporné hodnoty) je soustředěn v blízkosti slunečního rovníku; sestup (kladné hodnoty), je více rozptýlený

Intertropická zóna konvergence (anglicky Intertropical Convergence Zone (ITCZ)) je oblast obklopující Zemi v blízkosti rovníku, kde se setkávají severovýchodní a jihovýchodní pasáty. Námořníkům je známé jako rovníkové pásmo tišin (doldrums).
Intertropická zóna konvergence byla v období 20. a 40. let 20. století pojmenována jako intertropická fronta ("Intertropical Front" (ITF)), ale v letech 1940 až 1950 po rozeznání významu setkávání se větrných mas na vývoj tropického počasí byl použit termín "ITCZ". V případě, že se tato situace odehrává v blízkosti rovníku, je nazývána rovníková brázda či rovníková deprese (near-equatorial trough). Tam, kde je intertropická zóna konvergence součástí monzunové cirkulace, se někdy toto pásmo nazývá monzunová brázda, což je více obvyklé v Austrálii a některých částech Asie. V námořnické řeči je tato zóna označována jako rovníkové pásmo tišin, pro své bezvětří a náhlé bouřky.
Intertropická zóna konvergence se jeví jako pásmo oblaků, obvykle bouřkových, které obepínají zeměkouli okolo rovníku. Na severní polokouli se pasáty pohybují od severovýchodu jihozápadním směrem, zatímco na jižní polokouli se pohybují od jihovýchodu směrem na severozápad. Když je intertropická zóna konvergence umístěna na sever nebo na jih od rovníku, směry větrů se mění podle Coriolisova efektu způsobeného rotací Země. Například, když se intertropická zóna konvergence nachází severně od rovníku, jihovýchodní pasát se po přechodu přes rovník mění na jihozápadní vítr. Intertropická zóna konvergence je do značné míry vytvářena vertikálním pohybem vzdušných mas způsobovaným slunečním ohřevem povrchu jevíce se převážně jako konvektivní bouřková aktivita. Toto je příčina vzniku proudění vzduchu, které později vytváří pasáty. Intertropická zóna konvergence je úsek vzestupné větve tzv. Hadleyovy buňky a je to oblast vlhka. Sestupná část, oblast sucha, leží v koňských šířkách. Koňské šířky jsou subtropické zeměpisné šířky mezi 30° a 35° severně i jižně, charakteristické svými mírnými větry a horkým suchým počasím. Tento pás na severní polokouli se někdy nazývá tišiny obratníku Raka a na jižní polokouli tišiny obratníku Kozoroha.
Umístění intertropické zóny konvergence se průběhem času mění. Nad pevninou se pohybuje sem a tam napříč přes rovník následujíce slunce v nadhlavníku. Nad oceány, kde jsou konvergenční zóny lépe rozpoznatelné jsou sezónní změny jemnější, protože proudění konvekce je omezeno přenášením teplot vod oceánu. Někdy se vytváří dvojitá intertropická zóna konvergence, přičemž jedna se nachází na sever a druhá na jih od rovníku. Když k tomu dojde, mezi oběma konvergenčními zónami vzniká úzká brázda vysokého tlaku a jedna ze zón bývá obvykle silnější.

## Zóna konvergence Jižního Tichého oceánu
Konvergenční zóna Jižního Tichého oceánu South Pacific convergence zone (SPCZ) je opačně orientovaná nebo také směrem od západo-severozápadu směrem na východ-jihovýchod orientovaná brázda rozprostírající se od teplých vod západního Tichého oceánu až po Francouzskou Polynésii. Během teplého období na jižní polokouli se rozprostírá jižně od rovníku ale obzvláště východně od datové hranice (datové čáry), jež prochází přibližně poledníkem 180° zeměpisné délky, a může být svým charakterem netropická. Je považována za největší a nejdůležitější součást intertropické zóny a je také nejméně závislá na teplotě okolních pevnin v období léta ze všech částí monzunové brázdy.
Jižní intertropická zóna konvergence v jihovýchodním Tichém a Jižním Atlantském oceánu známém jako SITCZ se na jižní polokouli objevuje během podzimu mezi 3° a 10° zeměpisné šířky jižně od rovníku a východně od 140° západní zeměpisné délky během chladné nebo neutrální oscilace El Niño–Southern Oscillation (ENSO). Když ENSO dosáhne své teplé fáze, jinak také známé jako El Niño, pás s nižší povrchovou teplotou hladiny moře vymizí, což také zapříčiní vymizení zóny konvergence.

## Vliv na počasí

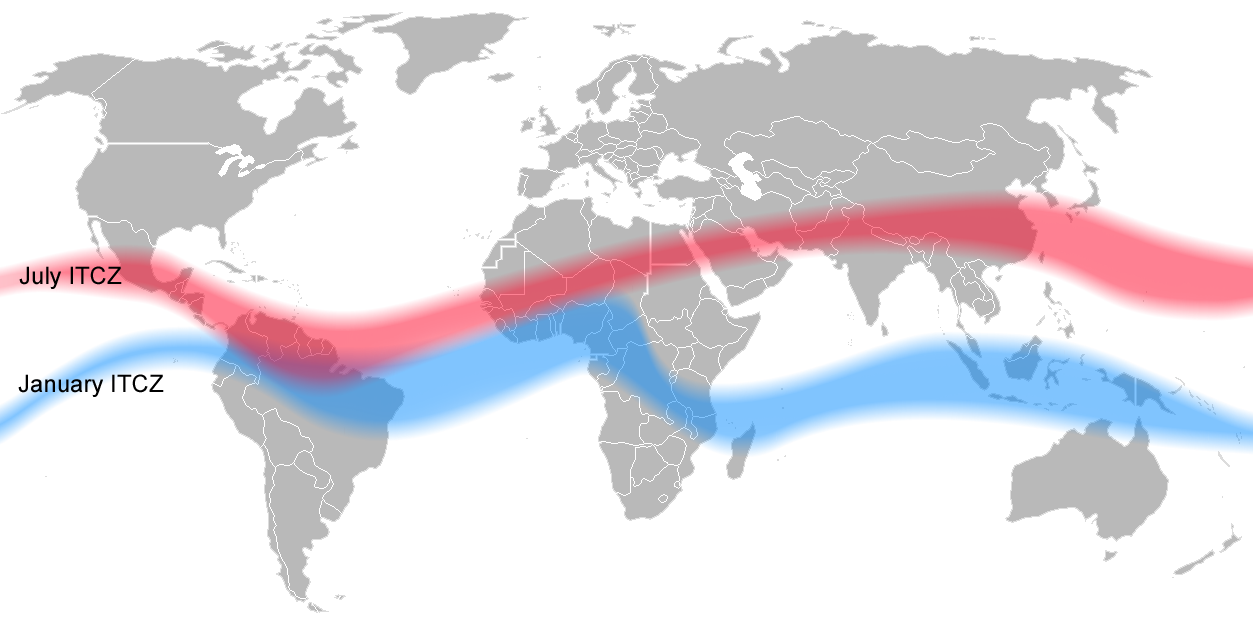
Během léta na severní polokouli se intertropická zóna konvergence vzdaluje od rovníku více k severu než během léta na jižní polokouli k jihu. Je to z důvodu hustějšího uspořádání kontinentů na severu.

Změny v oblasti intertropické zóny konvergence mají velký vliv na srážky v rovníkových oblastech vyúsťující v střídání období sucha a dešťů spíše než období chladu a tepla tak jako ve vyšších zeměpisných šířkách. Dlouhotrvající změny v intertropické zóně konvergence mohou vyústit ve velká sucha nebo záplavy.
V některých případech se intertropická zóna konvergence může zúžit, obzvláště když se vzdálí od rovníku; Intertropická zóna konvergence pak může být považována za atmosférickou frontu vedoucí podél hranice rovníkového ovzduší. Bouřková aktivita v intertropické zóně konvergence probíhá obvykle v 15denním až 25denním cyklu, což je zhruba polovina vlnová délky Madden–Julianovy oscilace (MJO).
V intertropické zóně konvergence jsou průměrné větry nepatrné, oproti oblastem severně a jižně od rovníku, kde vanou pasáty. Dávní mořeplavci pojmenovali tuto oblast rovníkové pásmo tišin – the doldrums– pro její nečinnost a nehybnost v níž se ocitávali ve dnech bezvětří. Ocitnout se v této oblasti bez větru v horkém a vlhkém podnebí v dobách, kdy vítr byl jedinou účinnou silou k pohonu lodí napříč oceánem, mohlo být smrtelné. Dokonce i novodobí sportovní a rekreační námořníci se snaží překonávat tuto zónu co nejrychleji a to pro její nevyzpytatelné počasí, jež může připravit nečekané zdržení.

## Úloha ve vzniku tropických cyklon

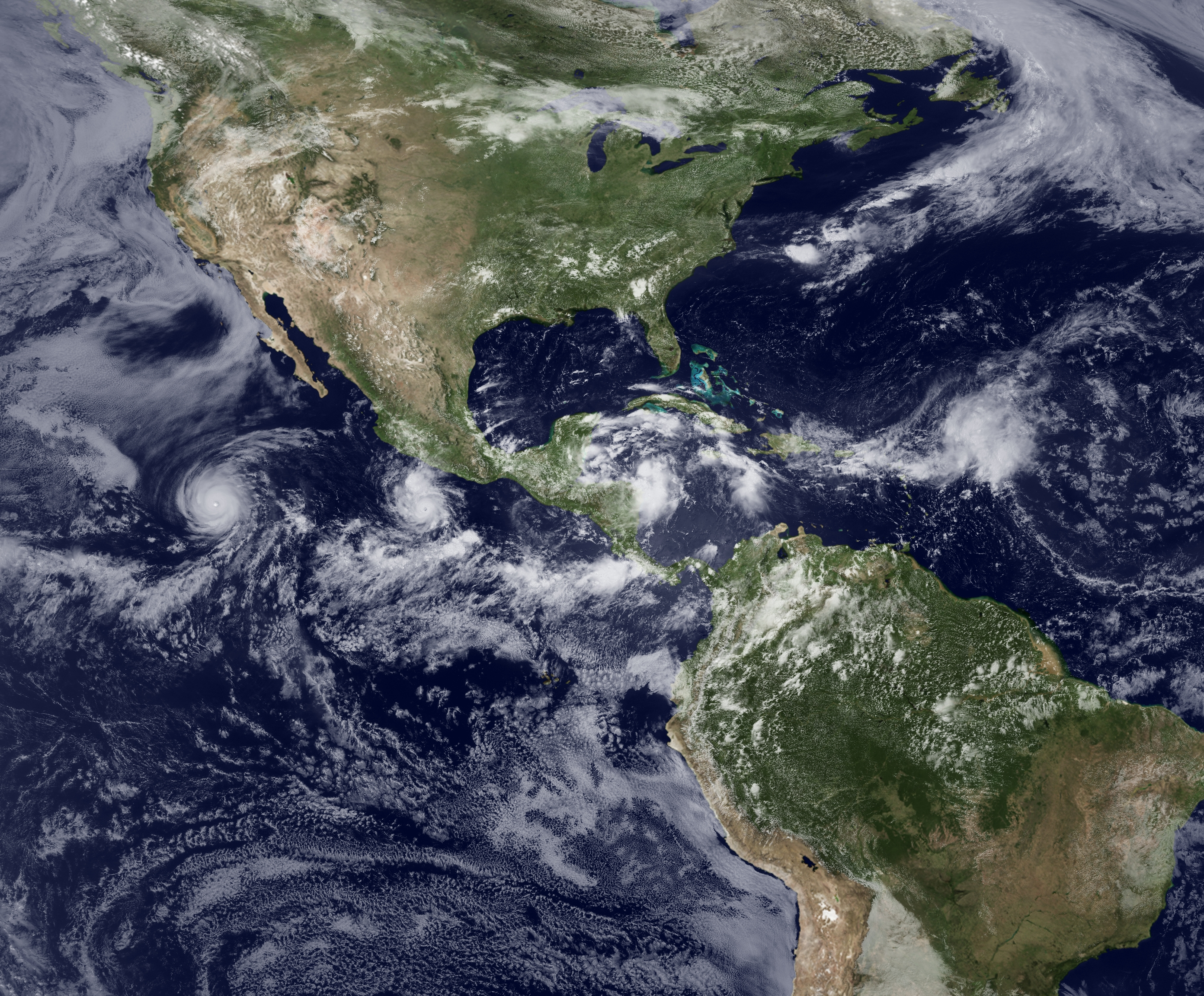
Tropická cyklóna nad západním Atlantikem, Střední Amerikou a východním Tichým oceánem

Tropická cyklogenese, tj. vývoj a sílení cyklónu v atmosféře, závisí na nízkoúrovňové vorticitě coby jednom ze šesti požadavků. Intertropická zóna konvergence tento požadavek splňuje, neboť je to zóna se změnou rychlosti a směru větrů, jinak známou jako střih větru. Protože intertropická zóna konvergence během své příslušné letní sezóny putuje více než 500 km od rovníku, zvětšující se Coriolisova síla značnou měrou zvyšuje možnost utváření tropické cyklony. Přívaly vysokého tlaku z vyšších šířek mohou posílit tropické poruchy. V Severním Atlantském a severovýchodním Tichém oceánu se pasátové vlny pohybují podél osy intertropické zóny konvergence a způsobují tak zvýšenou bouřkovou činnost. Za slabého vertikálního střihu větru se tyto shluky bouří mohou proměnit v tropické cyklóny.

## Rizika
Bouřky podél intertropické zóny konvergence hrály roli ve ztrátě letadla společnosti Air France 447, jež vzlétlo z mezinárodního letiště Rio de Janeiro-Galeão v neděli 31. května 2009 a bylo očekáváno na letišti letišti Charlese de Gaulla v pondělí 1. června 2009. Letadlo se zřítilo během svého letu napříč bouřkami intertropické zóny konvergence. Led utvářející se na senzorech rychloměru byl jednou z příčin předcházející sérii lidských chyb následujících v katastrofu. Většina letadel létajících na těchto tratích je schopna vyvarovat se nebezpečí bez nehod.